# Лазе-при-Гобнику
Лазе-при-Гобнику (словен. Laze pri Gobniku) — поселення в общині Літія, Осреднєсловенський регіон, Словенія. Висота над рівнем моря: 595,2 м.